# Babble
Babble är ett musikalbum från 2000 av jazzsångerskan Carin Lundin.

## Låtlista
1. Babble (Carin Lundin) – 3:31
2. Am I Blue (Harry Akst/Grant Clark) – 4:46
3. Exactly Like You (Jimmy McHugh/Dorothy Fields) – 3:43
4. Little Lily (Carin Lundin) – 4:38
5. Tea for Two (Vincent Youmans/Irving Caesar) – 3:36
6. In the Wee Small Hours of the Morning (David Mann/Bob Hilliard) – 5:31
7. Mr. Nice Guy (Carin Lundin) – 4:50
8. Lover Come Back to Me (Sigmund Romberg/Oscar Hammerstein II) – 4:36
9. Nothing (Carin Lundin) – 4:59
10. It Might as Well Be Spring (Richard Rodgers/Oscar Hammerstein II) – 5:47
11. Your Love Was Sprung on Me (Gösta Theselius/Benny Green) – 4:30

## Medverkande
- Carin Lundin – sång
- Johan Setterlind – trumpet
- Mathias Algotsson – piano
- Mattias Welin – bas
- Jonas Holgersson – trummor, slagverk